# Дарвиш, Ю
Ю Дарвиш (яп. ダルビッシュ 有 Дарубиссю Ю:, перс. یو درویش‎, полное имя Ю Дарвишсефад) — японский бейсболист, выступающий на позиции стартового питчера за команду Главной лиги бейсбола «Сан-Диего Падрес». До прихода в МЛБ играл в Японской профессиональной бейсбольной лиге.

## Биография
Родился 16 августа 1986 года в городе Хабикино префектуры Осака. Отец Дарвиша иранец, мать японка.
Выступал за старшую школу Тохоку, знаменитую кузницу кадров японского бейсбола.
Задрафтован клубом Хоккайдо Ниппон Хэм Файтерс в 2004 году. Дебют в профессиональной лиге состоялся 15 июня 2005 года в игре против клуба Хиросима Тойо Карп.
Участник Летних Олимпийских Игр 2008 в Пекине.
Победитель Мировой бейсбольной классики 2009 года.
В декабре 2020 года «Чикаго Кабс» обменяли Дарвиша и кэтчера Виктора Каратини в «Сан-Диего Падрес» на четырёх игроков из системы фарм-клубов.

## Личная жизнь
С 2007 по 2012 год был женат на японской актрисе Саэко с 2007 года. В браке у пары родилось двое детей.
Являлся моделью баночного кофе DyDo’s D-1 COFFEE.
Создал в 2007 году гуманитарный фонд «Водный Фонд Ю Дарвиша» для строительства колодцев и скважин в развивающихся странах, страдающих от нехватки питьевой воды.

## Статистика
| Японская Профессиональная Бейсбольная Лига | Японская Профессиональная Бейсбольная Лига | Японская Профессиональная Бейсбольная Лига | Японская Профессиональная Бейсбольная Лига | Японская Профессиональная Бейсбольная Лига | Японская Профессиональная Бейсбольная Лига | Японская Профессиональная Бейсбольная Лига | Японская Профессиональная Бейсбольная Лига | Японская Профессиональная Бейсбольная Лига | Японская Профессиональная Бейсбольная Лига | Японская Профессиональная Бейсбольная Лига | Японская Профессиональная Бейсбольная Лига | Японская Профессиональная Бейсбольная Лига | Японская Профессиональная Бейсбольная Лига | Японская Профессиональная Бейсбольная Лига | Японская Профессиональная Бейсбольная Лига | Японская Профессиональная Бейсбольная Лига | Японская Профессиональная Бейсбольная Лига | Японская Профессиональная Бейсбольная Лига |
| Год                                        | Возраст                                    | Команда                                    | W                                          | L                                          | W%                                         | GS                                         | CG                                         | SHO                                        | IP                                         | H                                          | R                                          | ER                                         | HR                                         | BB                                         | K                                          | ERA                                        | WHIP                                       | LgERA                                      |
| ------------------------------------------ | ------------------------------------------ | ------------------------------------------ | ------------------------------------------ | ------------------------------------------ | ------------------------------------------ | ------------------------------------------ | ------------------------------------------ | ------------------------------------------ | ------------------------------------------ | ------------------------------------------ | ------------------------------------------ | ------------------------------------------ | ------------------------------------------ | ------------------------------------------ | ------------------------------------------ | ------------------------------------------ | ------------------------------------------ | ------------------------------------------ |
| 2005                                       | 18                                         | Ниппон Хэм                                 | 5                                          | 5                                          | .500                                       | 14                                         | 2                                          | 1                                          | 94.1                                       | 97                                         | 37                                         | 37                                         | 7                                          | 48                                         | 52                                         | 3.53                                       | 1.54                                       | 4.06                                       |
| 2006                                       | 19                                         | Ниппон Хэм                                 | 12                                         | 5                                          | .706                                       | 24                                         | 3                                          | 2                                          | 149.2                                      | 128                                        | 55                                         | 48                                         | 12                                         | 64                                         | 115                                        | 2.89                                       | 1.28                                       | 3.62                                       |
| 2007                                       | 20                                         | Ниппон Хэм                                 | 15                                         | 5                                          | .750                                       | 26                                         | 12                                         | 3                                          | 207.2                                      | 123                                        | 48                                         | 42                                         | 9                                          | 49                                         | 210                                        | 1.82                                       | 0.83                                       | 3.57                                       |
| 2008                                       | 21                                         | Ниппон Хэм                                 | 16                                         | 4                                          | .800                                       | 24                                         | 10                                         | 2                                          | 200.2                                      | 136                                        | 44                                         | 42                                         | 11                                         | 44                                         | 208                                        | 1.88                                       | 0.90                                       | 3.90                                       |
| 2009                                       | 22                                         | Ниппон Хэм                                 | 15                                         | 5                                          | .750                                       | 23                                         | 8                                          | 2                                          | 182                                        | 118                                        | 36                                         | 35                                         | 9                                          | 45                                         | 167                                        | 1.73                                       | 0.90                                       | 4.08                                       |
| За карьеру                                 | За карьеру                                 | За карьеру                                 | 61                                         | 22                                         | .735                                       | 106                                        | 33                                         | 10                                         | 797.1                                      | 574                                        | 206                                        | 190                                        | 46                                         | 236                                        | 716                                        | 2.14                                       | 1.02                                       |                                            |

Статистика на 31 июля 2009 года, жирным выделено лидерство по показателю в лиге